# 米英参謀会談
米英参謀会談(べいえいさんぼうかいだん、英語:U.S.–British Staff Conference)とは、第二次世界大戦中の1941年1月29日から3月27日までアメリカ合衆国・ワシントンD.C.で開催された連合国の非公式軍事会議である。この会談は、アメリカ・イギリス・カナダ三国の、アメリカの参戦に対する調整のためにアメリカ軍とイギリス軍の参謀によって秘密裏に開催された。コードネームは、アメリカ軍(American military)・イギリス軍(British military)・カナダ軍(Canadian military)それぞれの頭文字をとり、ABC-1とされた。
この会談では、一般的な軍隊の基本方針や戦略、連合国による共同の軍事戦略に関する計画策定などが確立された。計画では、アメリカがドイツに対し武力を行使するならば、同様にイタリアや日本にも行使すると仮定された。

## 一般原則
合意の一般原則は以下である。
- アメリカの領地における関心は西半球にある
- イギリス連邦の安全は、極東の保持を含みいかなる場合においても維持されなくてはならない
- 連合国間における海上交通の安全確保は重要である

## 基本戦略
合意における基本戦略は以下である。
- 枢軸国陣営であるイタリアを早期に排除する
- 枢軸国陣営に抵抗・反抗する中立国や地下組織などを支持する
- 枢軸国陣営の軍事力を削ぐために航空攻撃を維持する
- ドイツに対する攻撃のために軍隊を増強し、攻撃起点となる場所を占領する
- 中東やアフリカの「大きな重要性(great importance)」は認めるが、大西洋やヨーロッパは「重大な戦域(decisive theater)」であり、アメリカ軍の取り組みの主要な焦点をその地域におく

## 軍事同盟的役割
ABC-1は軍事同盟ではなかったにもかかわらず、
- アメリカが連合国陣営に着き、参戦する準備をしていた
- アメリカがイギリスの安全を維持するためにあらゆる努力をする決定をした
- アメリカ軍が既存の戦争計画(レインボー計画等)を、軍の統合と、他国の協力を取り入れるために修正をしていた

といったことを示しており、軍事同盟と同等の側面も持っていた。